# Alexa Goddard
Alexa Goddard (Hampshire, 21 de dezembro de 1990) é uma cantora, compositora e youtuber britânica. Durante a adolescência, participou de diversas competições de talentos locais até que, em 2007, recebeu a oportunidade de sair em turnês com a banda Trans-Siberian Orchestra. Em 2014, assinou seu primeiro contrato de gravação com a Roc Nation. Sua versão da faixa "Turn My Swag On", interpretada oficialmente pelo rapper Soulja Boy, chegou à vigésima posição na UK Singles Charts — principal parada musical do Reino Unido. Fora de seus trabalhos na música, trabalha em seu próprio canal no YouTube, sob o título "AlexaMusicTV", pelo qual recebeu o Botão de Prata depois de alcançar mais de 100 mil inscritos na plataforma.